# 西北夏威夷群島

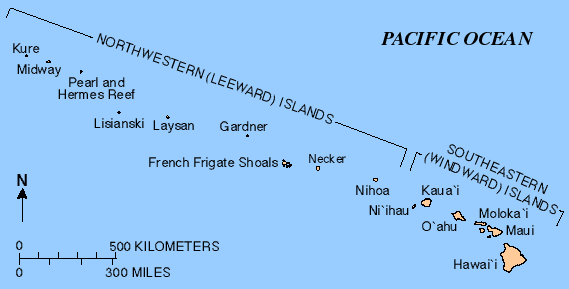
夏威夷群島

西北夏威夷群島（英語：Northwestern Hawaiian Islands），又稱背风群岛（Leeward Islands），是美國夏威夷群島中，考艾島和尼豪島西北方的所有島嶼及珊瑚礁，总陆地面积为8.048平方公里。除了中途島之外，西北夏威夷群岛行政上隶属于夏威夷州檀香山市与县，且大部分島嶼都是無人島。除了中途島之外，普通人未經許可不得上島，以保護生態環境。

## 參看
- 帕帕哈瑙莫夸基亞國家海洋保護區